# Hellhammer
 Denne artikel omhandler bandet. Opslagsordet har også en anden betydning, se Hellhammer (musiker).
Hellhammer var et indflydelsesrigt schweizisk ekstremmetal-band, som var aktive i årene 1982-1984. De anses i dag for at have haft en enorm indflydelse på black metal, og blandt skaberne af dødsmetal såvel. To af de tidligere medlemmer dannede senere Celtic Frost i 1984.

## Medlemmer

### Sidst kendte line-up
- Tom G. "Satanic Slaughter" Warrior (Thomas Gabriel Fischer) – Vokal, guitar
- Martin "Slayed Necros" Ain – Bas
- Bruce "Denial Fiend/Bloodhunter" Day (Jörg Neubart) – Trommer

## Diskografi

### Demoer
- 1983: Death Fiend
- 1983: Triumph of Death
- 1983: Satanic Rites

### Ep'er
- 1984: Apocalyptic Raids

### Opsamlingsalbum
- 1990: Apocalyptic Raids 1990 A.D.
- 2008: Demon Entrails

## Fodnoter
1. ↑  Gallhammer interview med Contraband Candy
2. ↑  Rivadavia, Ed. "( Hellhammer > Overview )". allmusic.com. Hentet 2008-05-09. {{cite web}}: Ekstern henvisning i |publisher= (hjælp)
3. ↑  Fischer 2000, side 78.
4. ↑  Fischer 2000, side 80.